# 佩格·恩特維斯特
佩格·恩特維斯特（Peg Entwistle，本名Millicent Lilian Entwistle，1908年2月5日—1932年9月16日）為一位英国劇場藝術與電影女演員。她於1925年開始劇場藝術生涯，曾演出幾部百老匯作品。她曾只在一部電影《十三個美人》中演出過，而這部電影於其過世後才上映。
佩格·恩特維斯特於1932年9月16日星期五於好萊塢標誌（Hollywoodland sign）的「H」字母頂上跳下來自殺身亡，終年24歲，這成爲一個著名事件。

## 影視作品
- 《十三個美人（英语：Thirteen Women）》（1932年）- Hazel Clay Cousins

## 伸展閱讀
- Zeruk, James Peg Entwistle and the Hollywood Sign Suicide: A Biography (麥克法蘭公司出版社 25 October 2013, ISBN 978-0-7864-7313-7)

## 外部連結
- 佩格·恩特維斯特在互联网电影资料库（IMDb）上的資料（英文）
- TCM电影资料库上佩格·恩特維斯特的资料（英文）
- 互聯網百老匯資料庫（IBDB）上佩格·恩特維斯特的資料（英文）
- Peg Entwistle Stage Musical Goodnight September (2014) （页面存档备份，存于）
- Peg Entwistle UK Website Pegentwistle.co.uk （页面存档备份，存于）
- 在Find a Grave上的佩格·恩特維斯特